# 内蒙古方言
内蒙古方言（另作中国蒙古语中部方言、内蒙古牧业方言，简称内蒙方言）是语言学家对中国境内（尤其指内蒙古自治区境内）或漠南非喀尔喀的蒙古语方言的统称。美国國際语言暑期学院则以“周边蒙古语”（英語：Peripheral Mongolian；ISO 639-3代码：mvf）称之。它是中国境内蒙古语三大方言之一，另外两大方言分别为卫拉特方言（西部方言）xal和巴尔虎布里亚特方言（东北部方言）bxu。内蒙方言是蒙古语在中国境内使用人数最多，地理分布最广的一个方言。内蒙古自治区人民政府於1980年3月31日批准通过《关于确定蒙古语基础方言、标准音和试行蒙古语音标的请示报告》，正式确定以内蒙方言内蒙古自治区锡林郭勒盟正蓝旗语音的察哈尔土语为全中国蒙古语的标准语言。

## 标准音
正蓝旗标准察哈尔土语中的元音分有长短两套，拥有区别语义的作用。短元音有 a、ə、ɛ、i、ɪ、o、ɔ、œ、ɞ、u、ʏ 共11个。其中 ɛ、ɪ、œ、ɞ、u、ʏ 仅在多音节词非第一音节的后续音节中出现。a、ə、i、o、ɔ 5个短元音在多音节词后续音节出现时元音弱化作 a̯、ə̯、i̯、o̯、ɔ̯。
长元音有 aː、əː、eː、ɛː、iː、ɪː、oː、ɔː、œː、ɞː、øː、uː 共12个，并多与短元音互相对应。其中 eː 和 øː 为仅出现于多音节词后续音节的松元音。其余10个长元音可在单音节或多音节词中任何位置出现，不受限制。
有8个复合元音，分为前响（ɞe、ue、ʏɪ、yi）、后响（ɞa、uə、iɔ、iu）各4个。
基本辅音有 b、p、m、ɸ、w、d、t、n、l、r、s、d͡ʒ、t͡ʃ、ʃ、j、ɡ、k、ŋ̩、x 共19个。腭化辅音有 bʲ、mʲ、dʲ、tʲ、nʲ、lʲ、rʲ、ɡʲ、ŋʲ、xʲ 共10个，从不出现于词首。此外感叹词中又有吸气辅音 [s‹]、[t͡s‹] 2个。